# Beniamin Netanyahu
Beniamin Netanyahu (în ebraică בנימין נתניהו, transliterat: Binyamin Netanyahu; pronunție audioⓘ; cunoscut în cercul apropiat, dar și în publicul israelian sub numele prescurtat "Bibi"; n. 21 octombrie 1949, Tel Aviv, Israel) este un om politic israelian, de la 29 decembrie 2022 prim ministru al Israelului  în fruntea unei coaliții de centru-dreapta-extremă dreapta. În trecut a mai condus cinci guverne - în perioada 18 iunie 1996 - 6 iulie 1999, când a fost cel mai tânăr și al nouălea premier din istoria Israelului, apoi din nou între anii 2009 - 2021: de la data de 31 martie 2009, și, din nou, din martie 2013 în fruntea unor guverne de coaliție de centru-dreapta, în 2019 la conducerea unui guvern de tranziție, în 2020–2021 în fruntea unei coaliții paritare de centru-dreapta-stânga, în martie-iunie 2021 in fruntea unui guvern de tranziție  Netanyahu a mai fost,în trecut, ministru de externe (1998 și 2002-2003,2012-2013, 2015-2019), ministru al apărării, ministru de finanțe (2003-2005).
Deputat în Knesset din partea partidului conservator Likud din anul 1996, el este liderul acestui partid (din 2005, între 2012-2015 lider al blocului Likud Beitenu). Este decanul deputaților din Knesset. A mai fost în trecut șef al opoziției parlamentare din aprilie 2006 până în martie 2009 și din iunie 2021 până în decembrie 2022. La alegerile parlamentare din 1.11.2022 tabăra de dreapta și partidul Likud, rămas cel mai mare din Israel, au repurtat o victorie care a permis revenirea sa la putere. Netanyahu este primul ministru care a întrunit cei mai mulți ani de guvernare din istoria Israelului, întrecându-l la aceasta pe David Ben Gurion.
Evenimentele politice centrale din cursul guvernării sale includ semnarea acordului asupra orașului Hebron și acordul de la Wye cu Autoritatea Națională Palestiniană, iar mai tărziu, în 2018 transferarea ambasadei S.U.A la Ierusalim  și semnarea acordurilor de normalizare a relațiilor cu Emiratele Arabe Unite, Bahrein, Marocul și Sudanul în cadrul Acordurilor Abraham, mediate de administrația americană Donald Trump.
În timpul guvernelor conduse de Netanyahu s-au desfășurat  acțiuni împotriva amenințării iraniene pe planul înarmării nucleare și de pe solul Siriei și Libanului, de asemenea, operațiunile Pilonul Apărării, Stânca trainică și Straja zidurilor împotriva actelor de teroare provenite din Fâșia Gaza, și apoi, fiasco-ul reprezentat de atacul supriză și măcelul făptuite la 7 octombrie 2023 de organizația palestiniană Hamas în localitățile israeliene de la graniță și care au declanșat ca răspuns, Războiul Israel-Hamas din 2023, denumit in Israel „al Săbiilor de fier”. În aprilie 2024 s-a produs primul atac masiv lansat de Iran împotriva Israelului, cu sute de rachete și drone, care au fost în cea mai mare parte interceptate de Israel, cu ajutorul S.U.A., Regatului Unit, al Franței și Iordaniei.
Alte evenimente însemnate cu care s-a măsurat administrația Netanyahu au fost în 2011 mișcarea de protest social din Israel și acordul de eliberare a numeroși deținuți palestinieni implicați în acte de violență și teroare, în schimbul eliberarii soldatului Ghilad Shalit, Pandemia de COVID-19 din 2020-2022, promovarea unei reforme  a sistemului judiciar în 2023.   
Ca ministru de finanțe în 2003-2005 Netanyahu a condus reforme semnificative în economia israeliană, între care, promovarea privatizărilor, reducerea impozitelor, micșorarea subventiilor din partea Asigurării Naționale.

## Biografie

### Familia, copilăria și adolescența în Israel și S.U.A
S-a născut la Tel Aviv la 21 octombrie 1949 ca al doilea copil din cei trei fii ai cuplului Tzila și Bentzion Netanyahu. Bunicul său din partea tatălui, Nathan Milikowski, a fost un rabin, profesor și fermier evreu, originar din Lituania, care s-a stabilit în Palestina în anul 1920. El a condus o școală la Tzfat, apoi a fost unul dintre primii locuitori ai cartierului evreiesc Beit Hakerem din Ierusalim, de asemenea a practicat horticultura și a dirijat o fermă de vite și păsări la Herzliya. Și el, ca și fiul său Bentzion, a fost activ în mișcarea sionistă revizionistă. Tatăl, Bentzion Netanyahu, istoric, (născut Bentzion Milikowski la Varșovia în iunie 1910) este un cunoscut cercetător al istoriei evreilor și a fost secretar personal al lui Zeev Jabotinski, fondatorul curentului sionist revizionist, în ultimii ani de viață ai acestuia în exil la  New York. Bentzion Netanyahu a fost unul din redactorii Enciclopediei Ebraice, publicată în Israel, și a fost profesor la Universitatea Cornell din S.U.A. Mama, Tzila, s-a născut Tzila (sau Cela) Segal în 1912, în așezarea evreiască Petah Tikva, în Palestina sub dominație otomană într-o familie de evrei originari din Lituania.
Binyamin Netanyahu a copilărit la Ierusalim. A trăit apoi, în ultimii ani ai deceniului 6 și în anii 60 ai secolului trecut, alternativ în Israel și în S.U.A., unde tatăl său a devenit profesor universitar. În anii 1963-1967 a locuit în Cheltenham, periferie a orașului Philadelphia unde a învățat la liceu și a fost activ în clubul „Debate”.

### Studiile, serviciul militar și începuturile carierei
După terminarea studiilor liceale, Binyamin Netanyahu a revenit în Israel pentru a satisface serviciul militar.
A servit ca luptător și comandant în forțele speciale de comando Sayeret Matkal. În această calitate a participat la 8 mai1972 la operația de salvare a pasagerilor avionului companiei belgiene „Sabena”" ce fusesese răpit de militanți arabi palestineni și adus pe aeroportul Lod în Israel. În această acțiune, comandată de către Ehud Barak, comandantul de atunci al forțelor de comando, Netanyahu a fost rănit de un glonte scăpat din arma unuia din colegii săi.
Eliberându-se din armată cu gradul de căpitan, Netanyahu a plecat iarăși în Statele Unite, unde a studiat și obținut licența in arhitectură și titlul de master în business management la Institutul Tehnologic Massachussetts MIT. De asemenea a obținut masteratul în științe politice al Universității Harvard. După încheierea studiilor universitare el a lucrat la compania de consilieri în afaceri Boston Consulting Group. În acea perioadă și-a schimbat, o vreme, numele de familie în Nitai (nume ce servise în trecut drept pseudonim tatălui său la semnarea unor articole). Întrebat în legătură cu aceasta după trecerea multor ani, Netanyahu a explicat că a procedat astfel deoarece în mediul de expresie anglo-saxonă neebraic în care a lucrat, Nitai era un nume mai ușor de pronunțat.
La izbucnirea Războiului de Yom Kippur în octombrie 1973 Netanyahu s-a întors in patrie pentru a lua parte la lupte, iar după încheierea ostilităților s-a întors în Statele Unite.
În anul 1976, fratele său mai mare, Yonatan Netanyahu, devenit comandant al comandoului Sayeret Matkal, a fost ucis în cursul Operațiunii Entebbe de salvare a ostaticilor israelieni și evrei de pe avionul Air France ce fusese răpit și silit sa aterizeze în Uganda de către un grup de militanți extremiști arabi și germani aflați în slujba organizației arabe Frontul Popular de Eliberare a Palestinei.
Întors în Israel în 1978, Binyamin Netanyahu a lucrat ca responsabil cu marketingul la compania locală de mobile „Rim”. Între anii 1978-1980 a stat în fruntea Institutului „Yonatan” de cercetare  a  terorismului și a organizat mai multe simpozioane internaționale pe această temă. În acest cadru a făcut cunoștință cu un număr de politicieni, între care profesorul Moshe Arens, care l-au introdus în milieu-ul politic.

### Activitatea diplomatică
Devenit ambasador al Israelului la Washington, la recomandarea lui Arens, Netanyahu a devenit colaborator apropiat al acestuia ca șef adjunct al misiunii diplomatice, în anii 1982 - 1984. Între anii 1984 - 1988 a îndeplinit funcția de ambasador al Israelului la ONU și s-a distins prin  expunerile sale elocvente în fața mijloacelor de media din lume.

### De la ministerul de externe la conducerea partidului Likud

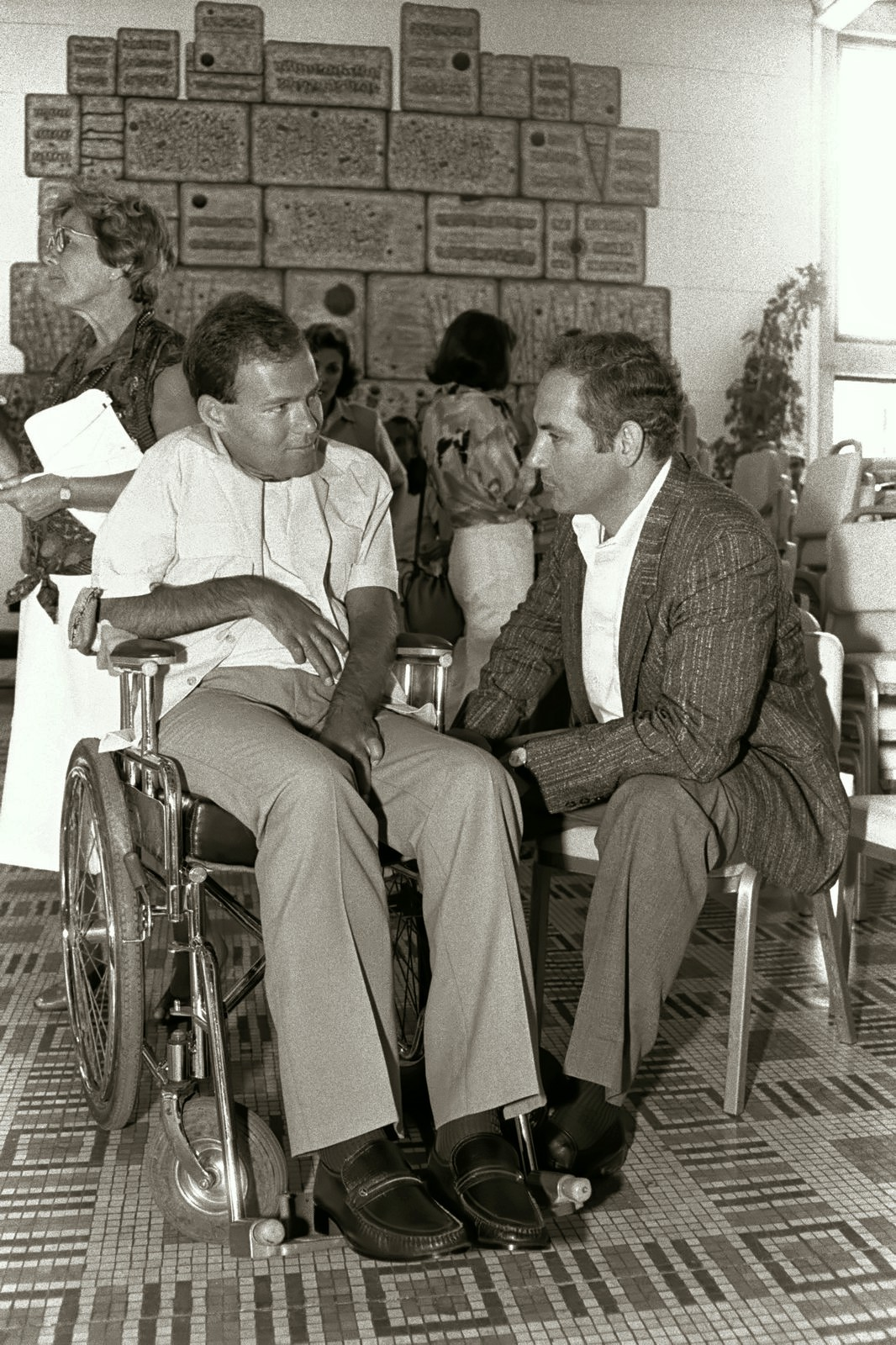
Binyamin Netanyahu și Sorin Hershko (Herșcu), un soldat israelian rănit grav în Operațiunea Entebbe din 1976

În preajma alegerilor parlamentare din 1988 Netanyahu s-a întors în Israel și s-a alăturat partidului de centru-dreapta Likud. Ca unul din favoriți în alegerile interne preliminare din partid, el a fost ales în al 12-lea Knesset pe lista Likudului și numit ministru adjunct de externe, pe lângă titularul ministerului, Moshe Arens, iar ulterior David Levy. Cu acesta din urmă, care se distinsese mai ales ca activist de partid și sindical, s-a înțeles mai puțin bine și între cei doi au apărut atunci primele semne de rivalitate. După ce a participat la delegația condusă de premierul israelian Itzhak Shamir la convorbirile de pace de la Madrid din 1991, a abandonat ministerul de externe pentru o funcție creată pentru el, cea de ministru adjunct pe lângă cabinetul primului ministru.
După înfrângerea Likudului în alegerile parlamentare de la începutul anului 1992 și dupa retragerea lui Itzhak Shamir în 1993, Netanyahu a fost ales cu mare majoritate ca lider al acestui partid, învingându-i pe ceilalți candidați -David Levi, Beni Beghin și Moshe Katzav.
În cursul confruntării pentru conducerea partidului a fost lansată în mass-media povestea existenței unei casete video în care Netanyahu ar fi fost văzut înșelându-și actuala soție cu o psiholoagă care lucrase în echipa sa de relații publice.
Apărând de îndată la televiziune, el și-a recunoscut vina, și-a exprimat părerea de rău, și a acuzat fără să pronunțe explicit nume, „un fruntaș al Likudului, înconjurat de criminali”, că ar fi pus la cale o încercare de șantaj contra sa. Aluzia, care s-a înțeles ca referindu-se la rivalul său în partid, David Levi, și la sprijinitorii acestuia, a dus la adâncirea ostilității dintre cei doi politicieni. În cele din urmă nu s-a găsit o asemenea casetă, iar mai târziu Netanyahu și-a cerut scuze pentru aluziile la adresa lui David Levi.
Ca șef al opoziției Netanyahu a condus o împotrivire acerbă  acordurilor de la Oslo dintre guvernul de coaliție israelian condus de Itzhak Rabin și Organizația pentru Eliberarea Palestinei condusă de Yasser Arafat. Netanyahu  a avertizat că acordurile vor duce la amplificarea  actelor de teroare contra populației israeliene și s-a aflat în fruntea mișcării de protest a dreptei naționaliste și religioase împotriva politicii "procesului de pace" cu arabii palestineni promovate de Rabin și Peres. El a vizitat în mai multe rânduri scena unora din atentatele de teroare efectuate de palestineni (de pildă cel de la 19 octombrie 1994, îndreptat la Tel Aviv împotriva pasagerilor  autobuzului de pe linia 5) și în octombrie 1995 s-a aflat în fruntea mitingului furtunos de protest din Piața Tzion din Ierusalim.
După asasinarea lui Itzhak Rabin de către un militant din extrema dreaptă religioasă și naționalistă, la conducerea guvernului condus de laburiști, a ajuns Shimon Peres. La alegerile parlamentare din 29 mai 1996, ținute după procedura nouă a votului personal direct pentru postul de prim ministru, Netanyahu l-a învins pe Peres, beneficiind de o majoritate de 50.5% din voturi. Rezultatul a surprins deoarece  sondajele de opinie prevăzuseră o victorie a lui Peres la o diferență de peste 5 %. Comentatorii au explicat victoria lui Netanyahu prin mai mulți factori:
valul de atentate sinucigașe lansat în luna martie 1996, de către mișcarea palestiniană islamistă Hamas  și prezentat de aceasta ca un răspuns la uciderea de către Israel a lui Yehya Ayash, „inginerul” responsabil de executarea de atentate explozive , supărarea unora din alegătorii israelieni arabi în urma operației „Fructele mâniei” lansate în Liban de guvernul Peres și în care artileria israeliană a bombardat din greșeală un număr mare de civili aflați la adăpostul ONU în satul Kana, succesul lui Netanyahu de a uni în jurul său rândurile tuturor fracțiunilor din Likud, inclusiv cea condusă de  David Levy (Gesher), precum și partidul laic de dreapta Tzomet al generalului în rezervă  Rafael Eitan, reușita lui Netanyahu în disputa televizată cu Peres, promisiunea lui Netanyahu că va respecta totuși acordurile încheiate de guvernele precedente, sprijinul obținut de Netanyahu din partea populației religioase ultraortodoxe și a hasidimilor Habad (care au lansat lozinca "Netanyahu e bine pentru evrei"), a multora din sectorul evreilor orientali și a noilor veniți din fosta URSS, de asemenea contribuția organizatorilor campaniei electorale în frunte cu consilierul american Arthur Finkelstein care a folosit slogane electorale simple și eficiente ca „Peres va împărți Ierusalimul” sau „Nu e pace, nu e securitate, nu e vreun motiv de a vota Peres”, de asemenea a ajutat fixarea alegerilor la o dată mai îndepărtată de cea a asasinării lui Rabin și într-un moment când partidele de opoziție au avut timp să se organizeze.

### Ca prim ministru între anii 1996-1999

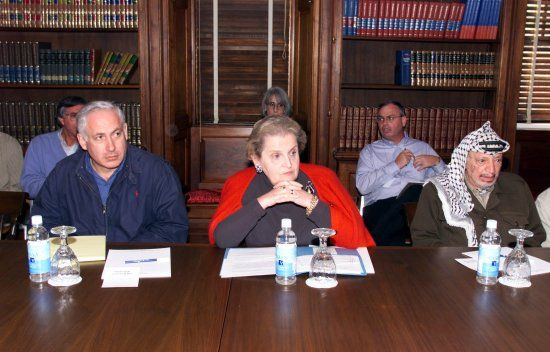
16 octombrie 1998, convorbirile dintre Netanyahu, secretara de stat a Statelor Unite, Madeleine Albright și conducătorul palestinian Yasser Arafat în legătură cu memorandumul de la Wye River

Netanyahu a îndeplinit prima dată funcția de prim ministru al Israelului între 18 iunie 1996 - 6 iulie 1999.
În domeniul politic s-a concentrat asupra relațiilor cu vecinii arabi palestineni. Așa cum a promis, nu a abolit acordurile de la Oslo cu Organizația de eliberare a Palestinei , dar a subliniat necesitatea reciprocității și respectării obligațiilor luate, după formularea sa " Dacă vor da - vor primi, nu vor da - nu vor primi". În septembrie 1996 s-a întâlnit la punctul de control Erez cu liderul palestinian Yasser Arafat.
El ajuns cu Autoritatea palestiniană la un acord asupra transferării în mâinile ei a puterii și asigurării securității în sectoare ale orașului Hebron
La 4 septembrie 1996 Netanyahu a hotărât deschiderea gurii de nord a tunelului Zidului de apus spre Via Dolorosa în Ierusalimul vechi, ceea ce a provocat un val de tulburări violente arabe pe tot cuprinsul Cisiordaniei și nordul fâșiei Gaza  sub impresia temerii, trezite deseori în rândul populației musulmane în cursul veacului al 20 lea, că lucrările inițiate de evrei să nu fie un mijloc de a zdruncina dinadins temelia moscheilor de pe Muntele Templului. Netanyahu a justificat hotărârea prin recomandările experților forțelor de securitate, prin importanța turistică și națională a accesului la „stânca ființei” ("sela kiuménu")  poporului evreu. În ciocnirile produse au fost uciși 60 de polițiști și civili arabi palestineni, precum și 16 militari israelieni. Și arabii israelieni au declanșat demonstrații de solidaritate cu frații lor de dincolo de linia verde.

După o lungă perioadă de îngheț politic, în care palestinienii au cerut ca Netanyahu să îndeplinească angajamentele din acordurile de la Oslo și asupra Hebronului și să procedeze la noi retrageri ale armatei israeliene în Cisiordania și Fâșia Gaza, în octombrie 1998 președintele SUA, Bill Clinton a întrunit Conferința de la Wye River, cu participarea israelienilor în frunte cu Netanyahu și noul său ministru de externe, Ariel Sharon (în locul lui David Levy, care a demisionat), și a palestinienilor în frunte cu Yasser Arafat. Netanyahu a consimțit la o retragere suplimentară, care urma să cuprindă 13% din aria B si 1% din aria A, transferate ariei C, precum și la deschiderea  aeroportului internațional palestinian din Fâșia Gaza. În schimb palestinenii au promis să anuleze odată pentru întotdeauna paragrafele din Convenția Palestiniana care cheamă la lichidarea Statului Israel. Consiliul Național Palestinian s-a întrunit la Gaza în prezența președintelui S.U.A, Bill Clinton, dar nu a publicat o noua versiune a Convenției Palestiniene lipsită de aceste paragrafe. Aflat înaintea alegerilor, guvernul Netanyahu nu a efectuat nici el decât la o mică parte din retragerea promisă. Netanyahu a explicat linia sa politică prin formula: 
„Vor da - vor primi, nu vor da, nu vor primi”
.
Guvernarea lui Netanyahu s-a caracterizat prin lungi negocieri asupra retragerii de trupe și prin câteva trepte (peimot) de retrageri din procente izolate din teritoriul disputat. In timpul lui nu s-a produs vreo cotitura semnificativă în așa numitul „proces de pace” ca in vremea lui Itzhak Rabin, dar nici o agravare a relațiilor cu palestinienii, cum va avea loc în timpul succesorului său la guvernare, Ehud Barak. În vremea lui numărul atentatelor teroriste  din partea palestiniană a fost cu mult mai mic fata de perioada guvernării lui Itzhak Rabin și Shimon Peres și față de cea a celor doi prim miniștri ce i-au urmat, Ehud Barak și Ariel Sharon. În ultimul an de guvernare a lui Netanyahu, 4 oameni au fost uciși în astfel de atentate, numărul cel mai mic din anii dintre 1987 -2008.

### Retragerea din viața politică și revenirea (1999–2009)

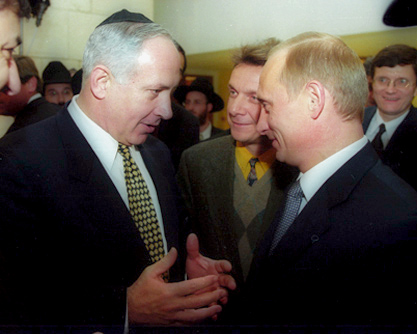
Fostul premier Netanyahu și Vladimir Putin la Centrul comunitar evreiesc din Moscova, în anul 2000

După pierderea alegerilor în fața fostului sau comandant din armată, Ehud Barak, în anul 1999 Netanyahu a demisionat din conducerea Likudului și din parlament. Odată cu destrămarea coaliției guvernamentale conduse de Barak la finele anului 2000. Netanyahu a început să vorbească despre posibilitatea de a reveni în arena politică. După legea aflată atunci în vigoare, demisia lui Ehud Barak trebuia să ducă numai la alegeri pentru funcția de primul ministru. Netanyahu a reclamat și ținerea de alegeri pentru Knesset, fiindcă nu vedea altfel posibilitatea formării unui guvern stabil. Partidul Shas al ultraortodocșilor orientali nu voia însă să-și ia riscul unei scăderi în putere și s-a opus dizolvării Knessetului. În schimb a sprijinit schimbarea legii electorale într-un fel care permitea candidatura lui Netanyahu la funcția de prim-ministru. Netanyahu a decis să nu candideze, ceea ce a dus la urcarea neașteptată la putere a lui Ariel Sharon, care era în acea vreme considerat cu mai puține șanse și mai puțin popular decât Netanyahu. Era perioada celei de a Doua Intifade (Intifada Al-Aqsa) și înaintea lansării operațiunii „Zid de apărare” (Homat Maggen), Netanyahu a criticat modul reținut al lui Sharon de a reacționa la noul mare val de atentate teroriste arabe. El a chemat la crearea unei separări la limita dintre Teritoriile palestiniene și Israel, deși nu a formulat clar cum vedea el această izolare. Odată cu destrămarea guvernului de unitate națională în anul 2002 Netanyahu a intrat în guvernul Sharon ca ministru de externe. El a încercat să candideze contra lui Sharon în alegerile pentru conducerea Likudului, dar a pierdut. În 2005 a sprijinit în parlament deconectarea de Fâșia Gaza și evacuarea așezărilor israeliene de acolo.

### Prim ministru in 2009-2013
In 2009 Netanyahu a format un cabinet  foarte mare, având 30 miniștri și 9 miniștri adjuncți, asemănător cu primul guvern al lui Ariel Sharon. În cursul acestei guvernări, Netanyahu a înghețat vreme de zece luni construirea de așezări evreiești pe teritoriul Cisiordaniei, apoi a reluat-o. A trebuit să facă față la expedițiile așa-numitelor "flotile ale păcii" organizate de activiști pro-palestineni din Israel și mai ales din străinătate, care au avut intenția de a străpunge blocada navală impusă de Israel Fâșiei Gaza controlate de mișcarea islamistă Hamas. Incidentul asaltării de către soldați israelieni a unei  asemenea misiuni a vasului turcesc Marmara, și în care au fost omorâți câțiva din militanții musulmani din Turcia, după ce capturaseră un soldat israelian, a dus la agravarea crizei, deja existente, în relațiile dintre Turcia condusă de Erdogan și Israel.
Guvernul Netanyahu a consimțit, în schimbul soldatului Ghilad Shavit, la eliberarea din închisoare a sute de membri ai Hamas, ce fuseseră condamnați la închisoare în Israel pentru crime de teroare, mai ales din cursul celei de-a doua Intifade. Între ei s-a aflat și Yahiya Sinwar, care a devenit mai târziu conducătorul Hamasului și a lansat împreună cu Muhammad Def fatalul atac surpriză asupra Israelului de la 7 octombrie 2023. Sutele de rachete lansate apoi de Hamas asupra localităților  din sudul și centrul Israelului au dus guvernul Netanyahu la decizia de a iniția în toamna anului 2012 operația „Coloana de fum” (Amud anan) care a pus capăt acestor atacuri. De asemenea  a fost construit un gard de apărare la frontiera cu Egiptul pentru a împiedica infiltrarea  de teroriști în Israel și contrabanda cu arme organizată de Hamas și aliații săi.
În politica externă Netanyahu a căutat să convingă lumea de pericolul înarmării nucleare a Iranului, și a obținut un suport diplomatic internațional pentru Operațiunea Pilonul Apărării (sau Stâlpul de nori - Amud Anan) contra Hamasului (2012). Israelul a  fost cooptat în timpul acestei guvernări la OECD- Organizația pentru Cooperare și Dezvoltare Economică (OECD). În cuvântarea sa la Universitatea Bar Ilan s-a pronunțat pentru o solutie pașnică a conflictului israelo-arab pe baza coexistenței a două state pe teritoriul fostei Palestine mandatare: cel evreiesc  - Israel, și celălalt, arab palestinian. În schimb, nemulțumit de ceea ce a definit ca lipsa de concesii din partea  Autorității Palestinene, inclusiv lipsa recunoașterii de către aceasta a caracterului evreiesc al statului Israel, Netanyahu s-a opus, fără succes, primirii Autorității Palestinene la ONU în calitate de observator.

### Politica economică
În afara postului de prim-ministru, Netanyahu a servit în această perioadă și ca ministru al strategiei economice . Și-a început cadența ca prim ministru în umbra crizei economice mondiale din 2008 care a dus, între altele, la scăderea veniturilor din impozite. Guvernul Netanyahu a început să crească impozitele, și la 3 iulie 2009 a urcat TVA de la 15.5% la 16.5%. În 2010 l-a scăzut la 16% și a pus taxe suplimentare pe țigări. Spre deosebire de guvernarea sa anterioară a evitat de data aceasta să intre în conflict cu Histadrut (Confederația Generala a Muncii) și a ajuns la un acord-pachet cu aceasta. Netanyahu a plănuit în acești ani reforme semnificative în ce privește legea planificării și construcției pentru a ușura construcția de locuințe si a reduce prețul acestora, dar a fost nevoit sa tempereze aceasta reforma in urma scandalului proiectului de construcții Holyland la Ierusalim, în care s-a compromis fostul primar al Ierusalimului și prim ministru Ehud Olmert
În mai 2010 Israelul a fost cooptat în Organizația pentru Cooperare și Dezvoltare Economică. Deși a reușit să prevină, cu ajutorul guvernatorului Băncii Israel, Stanley Fischer și a măsurilor economice luate încă din anii precedenți, repercusiuni grave ale crizei mondiale asupra economiei Israelului, Netanyahu a trebuit să facă față în lunile mai-august 2011 unui val fără precedent de proteste sociale mai ales ale păturii mijlocii împotriva prețului ridicat al locuințelor și al multor produse de consum  („Protestul corturilor”). El a însărcinat o comisie condusă de prof. Trachtenberg cu elaborarea unui plan de măsuri in acest domeniu. 
În iulie 2012 Netanyahu a decis o nouă urcare a impozitelor - inclusiv impozitul pe cumpărarea de țigări și bere, creșterea TVA la 17% începând din 1 septembrie 2012. În 2012 deficitul bugetar al Israelului a ajuns la 39 miliarde de shekeli, de două ori mai mult decât s-a prevăzut. Aceasta a necesitat în 2013 un nou val de creșteri de impozite.

### În fruntea unei noi coaliții, din martie 2013
În urma alegerilor parlamentare din 2013 în care partidul condus de el, Likud Beitenu, a pierdut un număr de mandate, deși a rămas principala formațiune politică din Knesset, Netanyahu a format o nouă coaliție guvernamentală împreună cu reprezentanții mai tineri și carismatici ai noului partid de centru Yesh Atid („Avem viitor”) (condus de ziaristul și moderatorul de televiziune Yair Lapid) și ai partidului național religios „Vatra evreiască” (condus de omul de calculatoare și de afaceri Naftali Bennett), precum și cu mica formațiune politică de centru „Hatnuá”  - (Mișcarea) a lui Tzipi Livni, fiind nevoit, pentru moment, să se despartă de partidele rabinilor ultra ortodocși care au trecut în opoziție.

### Coaliția guvernamentală din 2015-2019
Alegerile din 2015 au dus la creșterea numărului de mandate a partidului Likud la 30 de locuri. În mai el a format un cabinet conservator, cu o pondere importantă a partidului național religios Vatra evreiască și a fracțiunilor clericale ultraortodoxe. Partidul „Vatra evreiască” al lui Naftali Bennett a obținut, între altele, portofoliile educației (Bennett  însuși) și justiției (Ayelet Shaked, reprezentantă laică a acestui partid). Partidul clerical ultraortodox sefard „Shas” în frunte cu rabinul Arie Deri, personalitate carismatică care a ispășit în trecut o pedeapsă cu închisoarea pentru corupție, a primit portofoliul economiei, ulterior schimbat cu cel al afacerilor interne și al dezvoltării Neghevului. În coaliție a intrat și Partidul clerical ultraortodox așkenaz „Iudaismul unit al Torei”, care are, între altele, răspunderea asupra ministerului sănătații (rabinul Yaacov Litzman), mai întâi ca ministru, apoi ca ministru adjunct.
Factorul cel mai liberal din guvern a fost reprezentat de lista Kulanu cu platformă socială Kulanu (Noi toți) condusă de Moshe Kahlun, fost membru al Likudului, care a devenit ministru de finanțe.

#### În domeniul apărării
După octombrie 2015 a avut loc o escalare a atentatelor de teroare efectuate de arabi palestineni cu cuțite , arme de foc și ram-raiding (călcări cu mașina) sub pretextul vechi de un secol că evreii și Israelul urzesc distrugerea Moscheii Al Aqsa pe Muntele Templului. În urma măsurilor de securitate luate, acest val a slăbit treptat până în martie 2016. În iunie 2016 a avut loc din nou o creșterea unor asemenea acte cu prilejul lunii islamice a Ramadanului. La 20 octombrie 2015 la al 37-lea Congres sionist Netanyahu a susținut că muftiul Ierusalimului, Hadj Amin al-Husseini a fost acela care l-a convins pe Hitler să treacă de la expulzarea evreilor la planul de exterminare a lor, afirmație fără bază, care a fost foarte criticată. Ulterior a corijat afirmația, spunând ca a vrut doar să reamintească colaborarea strânsă a liderului palestinian din anii 1930-1940 cu Germania nazistă. 
Pe fondul continuării Războiului civil din Siria Israelul a început să efectueze numeroase atacuri aeriene în țara vecină pentru a împiedica aprovizionarea cu rachete și armament ofensiv a organizației islamiste șiite Hizballah și a perturba consolidarea prezenței militare a Iranului în Siria, Hizballah și regimul islamist al Iranului fiind în această perioadă în mod declarat dușmane de moarte ale Israelului. Amestecul militar al Rusiei în războiul civil din Siria a impus o coordonare între Israel și Rusia, mai ales cu aviația militară rusă, prezentă în Siria pentru apărarea regimului președintelui Bashar al-Assad, aliat în acelaș timp cu Rusia și cu Iranul. În acest scop Netanyahu s-a întâlnit în repetate rânduri cu președintele Rusiei, Vladimir Putin. În mai 2016 Netanyahu a decis să-l numească pe Avigdor Lieberman în funcția de ministru al apărării în locul generalului în rezervă Moshe Yaalon. Yaalon, căruia i-a promis portofoliul afacerilor externe, dar acesta a preferat să demisioneze din guvern și a devenit un acerb critic al lui Netanyahu.

#### Politica externă
Netanyahu a stabilit o relație caldă cu președintele S.U.A Donald Trump, ales în 2016 din partea Partidului Republican. În decembrie 2017 președintele Trump a proclamat la Ierusalim recunoașterea capitalei Israelului și a ordonat începerea procesului de transfer al ambasadei Statelor Unite de la Tel Aviv la Ierusalim, ceea ce a fost finalizat la 14 mai 2018.  Consulatul american în partea de est a Ierusalimului a fost închis. Fiind de multă vreme de acord cu poziția ostilă a premierului Netanyahu față de acordul în domeniul nuclear cu Iranul, Trump a anunțat retragerea Statelor Unite din acest acord, care fusese semnat   de predecesorul său Barack Obama alături de lideri vest-europeni, Rusia și China. De asemenea a dispus lansarea de sancțiuni împotriva Iranului, încetarea finanțării americane a unor instituții palestiniene și a Agenției O.N.U pentru refugiații palestinieni UNRWA, de asemenea a retras participarea S.U.A la Consiliul pentru drepturile omului al O.N.U și la UNESCO, între altele, ca reacție la politica neechilibrată față de Israel a acestor instituții. 
Netanyahu a creat bune relații și cu alți lideri însemnați din lume, precum președintele Rusiei, Vladimir Putin, și premierul indian Narendra Modi, cu liderii Greciei, Ciprului, României, Poloniei, Ungariei, Bulgariei, Serbiei etc.
În iulie 2017 Netanyahu a vizitat Europa vreme de 6 zile. S-a întâlnit la Paris cu președintele Emmanuel Macron și apoi a efectuat prima vizită oficială a unui premier israelian la Budapesta. A fost invitatul conferinței la nivel înalt a statelor din Grupul de la Visegrád: Polonia, Ungaria, Cehia și Slovacia. Cu acest prilej s-a decis strângerea cooperării între Israel și aceste țări în domeniul apărării, agriculturii și informațiilor. În 2018 a fost invitat la Varna la întâlnirea liderilor Grupului de la Craiova care reunește România, Serbia, Bulgaria și Grecia. 
În iulie 2016 Netanyahu a efectuat un tur de vizite în Africa: a vizitat Uganda cu ocazia aniversarii a 40 de ani de la Operațiunea Entebbe, și a participat acolo la o întâlnire de vârf cu șefi de state africani, a vizitat Kenya, Rwanda și Etiopia. În iunie 2017 s-a întâlnit cu președintele Republicii Mali, care nu întreține relații diplomatice cu Israelul. A luat cuvântul în fața Conferinței economice a statelor din vestul Africii, iar în noiembrie 2017 a asistat la ceremonia instalării președintelui Kenyei, Uhuru Kenyatta și a inaugurat sediul nou al ambasadei Israelului la Kigali. Și cu această ocazie a întâlnit mai mulți lideri africani. La 4 iulie 2017 primul ministru al Indiei, Modi, a efectuat o primă vizită oficială a unui premier indian în Israel și a discutat cu Netanyahu asupra strângerii relațiilor dintre cele două state, asupra asistenței date de Israel în domeniul agriculturii, creșterea comerțului bilateral.
În septembrie 2017 Netanyahu a efectuat primă vizită oficială a unul premier israelian în America Latină și s-a întâlnit cu conducătorii Argentinei, Columbiei și Mexicului. De acolo a plecat în S.U.A pentru o nouă întâlnire cu președintele Trump în legătură cu situația geopolitică în Orientul Mijlociu și pericolul iranian, și a rostit un discurs la Adunarea Generală a O.N.U.

### Alegerile generale repetate din anul 2019

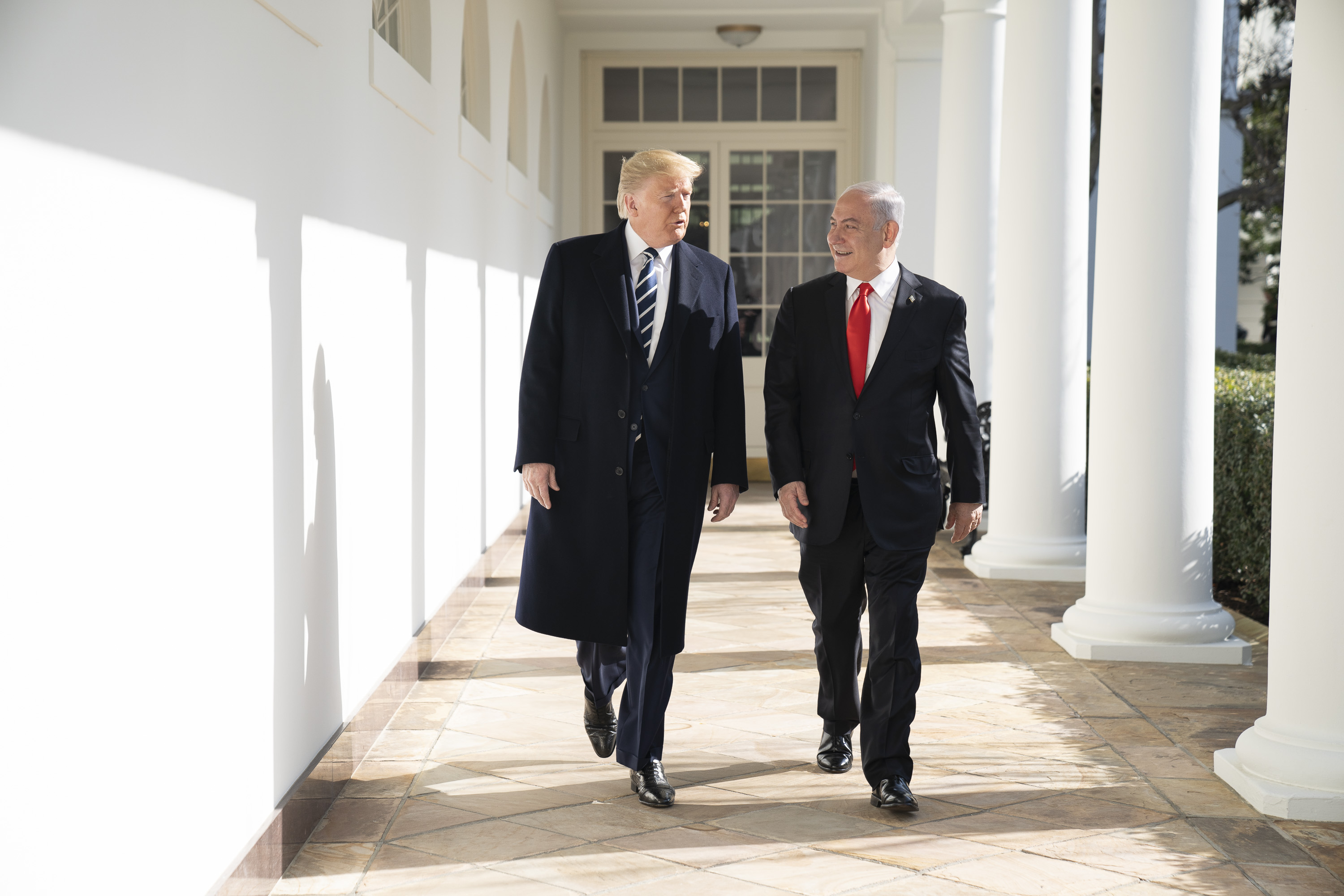
Netanyahu cu președintele american Donald Trump in timpul unei vizite în S.U.A. în ianuarie 2020

După alegeri generale consecutive in primăvara și septembrie 2019 coaliția guvernamentală actuală și-a pierdut majoritatea în urma retragerii sprijinului partidului "Israel vatra noastră" al lui Avigdor Lieberman, care a adoptat în ultima vreme o platformă critică față de creșterea influenței partidelor ultrareligioase. Ca urmare, Israelul a fost condus în această perioadă de un guvern de tranziție condus de premierul Netanyahu, care a continuat să dețină și portofoliile sănătății, agriculturii, bunăstării sociale și pentru problemele Diasporei. Netanyahu a renunțat la ministerul de externe in favoarea lui Israel Katz (Likud), la ministerul comunicațiilor în favoarea politicanului druz Ayub Kara și apoi, a lui David Amsalem, și la ministerul apărării în favoarea lui Naftali Bennett (Noua dreaptă). Ca ministru al justiției l-a numit pe Amir Ohana (Likud), gay declarat, și ca ministru al educației pe rabinul Rafi Peretz din partidul "Vatra evreiască".

### Alegerile din martie 2020 și guvernul paritar Netanyahu-Gantz

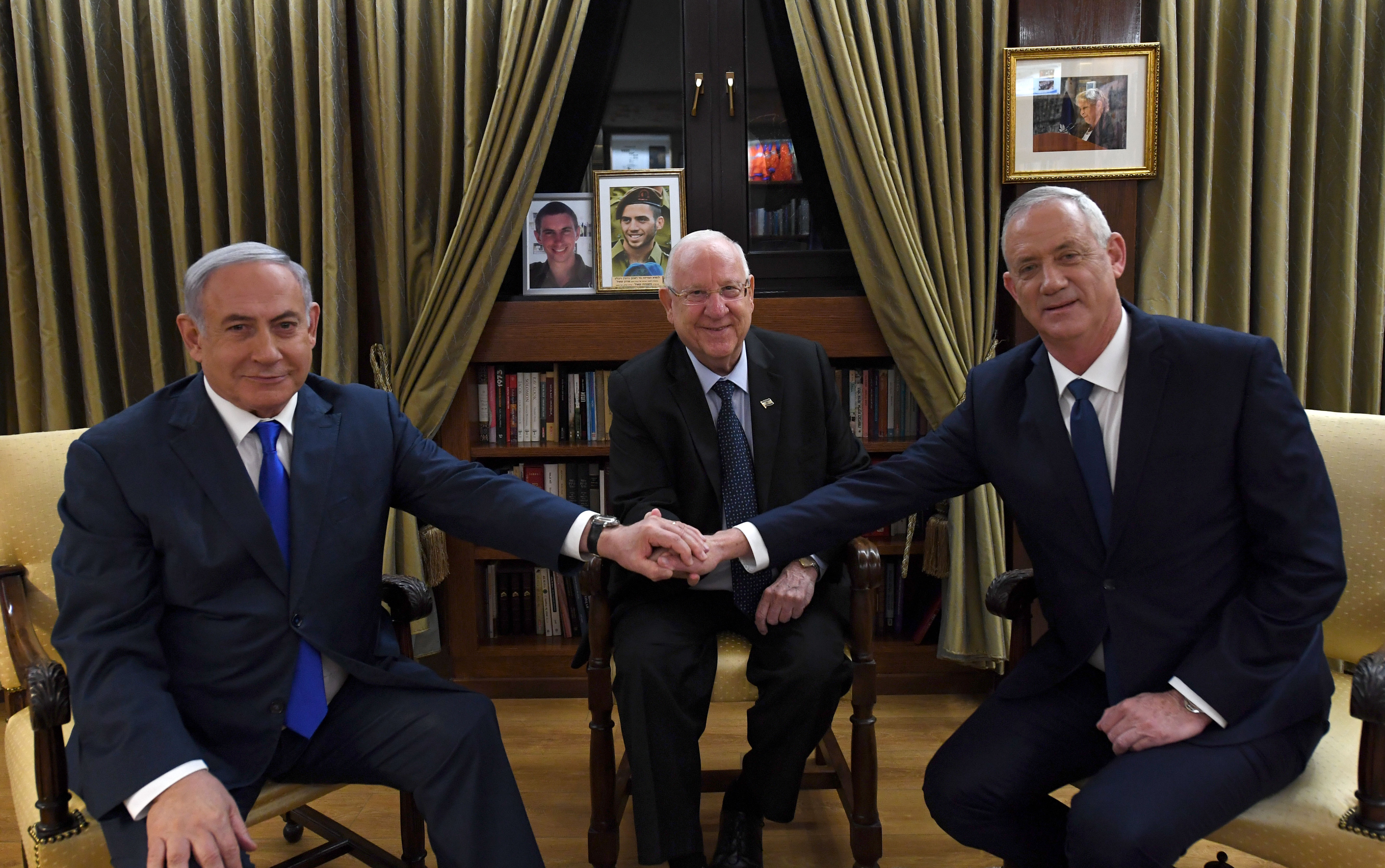
Întâlnirea dintre președintele Rivlin, Netanyahu și Gantz în septembrie 2019

În noiembrie 2019, după anchete îndelungate care au provocat polemici furtunoase ce au divizat opinia publică, Netanyahu a fost pus în acuzare pentru "mită, fraudă și abuz de încredere" în urma mărturiilor asupra negocierilor sale cu magnatul presei Arnon Moses, proprietarul gazetei „Yediot Aharonot” și al saitului de știri Ynet și cu proprietarul de atunci al companiei de telefoane Bezek și al saitului de știri „Walla”, Shaul Elovitch, de asemenea în legătură cu cadouri copioase și numeroase primite de la multimilionarul Arnon Milczen.
La 26 decembrie 2019 Netanyahu l-a învins pe Gideon Saar în alegerile interne pentru conducerea Likudului, cu 72,5% din voturi. La alegerile parlamentare repetate din 2 martie 2020 partidul Likud sub conducerea sa a obținut 36 mandate, dar rivalul Beni Gantz din coaliția de partide de opoziție Albastru- Alb a obținut recomandări de la 61 deputați din Knesset. În împrejurarile impasului politic și a creșterii epidemiei virusului Covid 19, Gantz și o parte din deputații partidului său au acceptat să semneze cu Netanyahu un acord de coaliție la care s-a alăturat apoi și Partidul Muncii, foarte micșorat (la trei deputați), sub conducerea lui Amir Peretz. Netanyahu a alcătuit un guvern hipertrofiat în care s-au acordat partidului lui Gantz, Albastru Alb un număr de portofolii egal cu cel al Likudului iar Beni Gantz a fost numit prim ministru de alternanță, care după un an urma să efectueze o rotație în post cu Netanyahu. În acest scop Knessetul a aprobat o schimbare in legea fundamentală cu privire la guvern. Curtea Supremă a respins un apel în care se cerea să se interzică lui Netanyahu să stea în fruntea guvernului din cauza capetelor de acuzare penală contra sa. În schimb s-a publicat un aranjament potrivit căruia Netanyahu nu se va ocupa cu numiri în sistemul judiciar pentru a nu se afla în conflict de interese.

#### Confruntarea cu epidemia COVID-19
În timpul cabinetului Netanyahu-Gantz Israelul a devenit până în martie 2021 țara cu cel mai mare număr de vaccinări per capita împotriva virusului COVID-19, în urma negocierilor reușite ale lui Netanyahu personal,cu firma americană Pfizer și a operațiunii intensive de vaccinări inițiate de el, cu ajutorul celor patru case de asigurări medicale ale Israelului.. Morbiditatea a scăzut în mod dramatic și s-au introdus ușurări ale restricțiilor, care au permis revenirea aproape completă la viața normală până în iunie 2021. Între ianuarie 2020 - ianuarie 2022 Israelul a înregistrat 12,000 decese în urma infecției Covid 19, (față de exemplu, Ungaria, cu 48,000 decese) 
În timpul epidemiei COVID-19 s-au intensificat demonstrațiile masive de protest ale grupurilor de opoziție în fața casei primului ministru, care au continuat până la înlocuirea lui Netanyahu la conducerea guvernului în iunie 2021. Netanyahu și adepții săi politici au încercat să disperseze aceste manifestări cu ajutorul reglementării speciale de combatere a epidemiei.

### Politica economică
Bazându-se pe exportul de tehnologie high-tech și fiind mai mai puțin dependent de turism, Israelul a fost mai puțin lovit economic de către pandemia COVID-19. Produsul intern brut al Israelului a scăzut cu 0.7% spre deosebire de țări ca Germania (cu3.5%), Franța (cu 4.9%) sau Spania (cu 8.9%). La aceasta a contribuit în mare parte  politica de vaccinări și ca urmare, reluarea activității economice după un an de reducere simțitoare și trei carantine generale. În a doua jumătate a anului 2021 șomajul a scăzut la 11,6% (484000 persoane, de două ori mai puțin decât cu trei luni înainte). În perioada pandemiei, în ciuda haosului politic, a ignorării forurilor de specialiști din ministere, tendinței la populism și la economie electorală, guvernul Netanyahu a luat mai multe măsuri înțelepte ca prelungirea dreptului la ajutor de șomaj, ajutoare și împrumuturi pentru afacerile private, iar Banca Israel a luat măsuri pentru stabilizarea pieței financiare și ușurarea situației debitorilor.

#### Acordurile Abraham și alte acorduri cu state arabe
În ianuarie 2020 Netanyahu a sprijinit public „Planul Secolului” al președintelui american Trump pentru terminarea conflictului israelo-palestinian, prin crearea unui stat palestinian pe o parte a teritoriului Cisiordaniei. Planul a fost respins de către partea palestiniană, care nu l-a considerat rezonabil. În anul 2020 Acordurile Abraham negociate prin medierea Statelor Unite, au dus la normalizarea deplină a relațiilor dintre Israel și Emiratele Arabe Unite și regatul Bahrein. Acestea au fost primele acorduri de normalizare deplină a relațiilor dintre țări arabe și Israel de la semnarea în 1994 a acordului de pace cu Iordania. Acordurile au fost semnate la 15 septembrie 2020 la Casa Albă, pe South Lawn, de către Netanyahu, și de către ministrul de externe al EAU,  și ministrul de externe al Bahreinului. La 23 octombrie 2020 președintele Donald Trump a anunțat că Sudanul, care în 1948,1967 și 1973 a făcut parte, cel puțin formal, din coalițiile arabe de război contra Israelului, urmează să normalizeze și el relațiile cu statul evreiesc. În decembrie 2020 Israelul și Marocul au decis să redeschidă reciproc reprezentanțe diplomatice.
După alegerea lui Joe Biden ca președinte al S.U.A. Netanyahu a exprimat împotrivirea Israelului la revenirea Statelor Unite la acordul nuclear cu Iranul.

#### Conflictul cu regimul Hamas în mai 2021
După o perioadă de relative liniște la frontiera dintre Israel si Fâșia Gaza, în mai 2021, în timpul guvernului de tranziție Netanyahu-Gantz ca urmare a lansării de către militanții Hamas din Fâșia Gaza a unor rachete asupra localităților israeliene, inclusiv asupra Ierusalimului, Israelul a reacționat prin operațiunea Shomer Homot - Straja zidurilor, care a constat, în principal, în bombardări aeriene de represalii. În această perioadă s-a produs un val de violențe din partea a mii de arabi israelieni împotriva vecinilor evrei, mai ales în localitățile și cartierele cu populație mixtă - Lod, Ramle,Acra, Ierusalim, Haifa, Tel Aviv-Jaffa. Elemente din rândul populației evreiești au replicat, de asemenea, prin violențe împotriva unor arabi.

#### Trecerea în opoziție in iunie-noiembrie 2022
Netanyahu nu a tradus în realitate până la capăt acordul de rotație cu Benny Gantz și la 23 martie 2021 a condus la destrămarea coaliției cu Gantz și ținerea de noi alegeri parlamentare. Ca urmare a votului, Likudul a scăzut de la 36 la 30 mandate, rămânând cel mai mare partid din Knesset. Al doilea partid ca număr de deputați a fost Yesh Atid condus de Yair Lapid cu 17 mandate. Președintele Reuven Rivlin l-a însărcinat pe Netanyahu să formeze un nou guvern, dar el nu a izbutit. Yair Lapid a reușit să o facă în fruntea unei coaliții foarte heterogene cu partide de dreapta, centru, stânga și, în premieră un partid musulman de dreapta. În conformitate cu acordul semnat, liderul unui mic partid sionist religios de dreapta (Yamina), Naftali Bennet a devenit prim ministru pe doi ani, consimțind la o rotație cu Yair Lapid. Bennet și-a deziluzionat o mare parte din alegători, care fuseseră convinși, înainte de alegeri, că el se va alia numai cu Netanyahu și că nu va accepta sprijinul unui partid arab. Noua coaliție a fost numită "coaliția schimbării", fiind unită de repulsia fața de manevrele politice ale lui Netanyahu, care erau destinate a-l scoate din încurcăturile judiciare. Lui Netanyahu i s-a reproșat, între altele, faptul ca nu a prezentat vreme de doi ani un nou buget, nu a permis numirea unui șef al procuratorii și a unui nou comandant al poliției, și de a fi subminat autoritatea judecătorească, a procuraturii și a poliției, de asemenea nerespectarea cuvântului dat și a acordurilor de coaliție.
În iunie 2022 s-a pus capăt a 12 ani de guvernare a lui Netanyahu, care a devenit șeful opoziției. Opoziția de dreapta, sub conducerea sa, a căutat să limiteze la minimum contactele cu noua conducere, a boicotat comisiile Knessetului din cauza  dezacordului cu privire la componența lor. Netanyahu nu s-a prezentat la întâlnirile cu premierul Bennett care, conform legii, l-a invitat ca să-l informeze în legătură cu probleme de apărare și securitate. A venit doar odată la o asemenea întâlnire, de data asta, în vara 2022, cu premierul Lapid, pe fondul operațiunii Alot Hashahar. Guvernul Lapid-Bennet și-a propus să încurajeze adăugarea de materii generale ne-religioase în sistemul de învățământ ultraortodox. Netanyahu, în schimb, a promis egalarea finanțării învățământului ultrareligios cu cea a învățământului de stat, fără a condiționa aceasta de schimbarea conținutului programei de învățământ. După trecerea câtorva din deputații de dreapta din tabăra lui Bennet în cea a lui Netanyahu, guvernul Bennet-Lapid a căzut, și la 1 noiembrie 2022 s-au organizat noi alegeri. În timpul campaniei electorale Netanyahu a criticat acordul de frontieră semnat de Yair Lapid cu Libanul, obținut prin mediere a ONU, considerându-l o capitulare în fața Hizbollahului. 

### Al șaselea guvern sub conducerea sa
În urma victoriei în alegerile parlamentare de la 1 noiembrie 2022 coaliția care l-a sprijinit pe Netanyahu (poreclită "întreaga dreaptă") a obținut o majoritate de 64 mandate. După lungi negocieri cu partenerii de coaliție la 29 decembrie 2022 Netanyahu a depus jurământul un guvern de 30 miniștri, din care cinci femei,și format din reprezentanți din partidul Likud, din partidul de dreapta radicalizat Sionismul religios, condus de Betzalel Smotrich, și aliata acestuia, mica grupare de extremă dreaptă Noam a lui Avi Maoz, partidul de extremă dreapta Puterea evreiască condus de avocatul Itamar Ben Tzvi, și partidele ultrareligioase ortodoxe Shas (sefard-oriental)  condus de rabinul Arie Deri și Iudaismul Torei (coaliție între așkenazi hasidim și "lituanieni") condus de Itzhak Goldknopf, reprezentant al hasidimilor Gur.
După instalarea guvernului a început un „blitz” de legiferări mai ales în numele reformei sistemului judiciar, care a provocat în cursul anului 2023 într-o parte din publicul israelian un amplu val de proteste și demonstrații sub lozinca împotrivirii la schimbarea de regim.
În a doua jumătate a anului 2023 s-a vorbit tot mai mult de perspectiva normalizării relațiilor dintre Israel și Arabia Saudită. Prima dată un ministru israelian - Haim Katz, ministrul turismului, - a vizitat această țară cu prilejul unui congres internațional. 
La 7 octombrie 2023, însă, Israelul a fost surprins total nepregătit de atacul numit „Potopul Al Aksa” în care circa cinci mii de membri ai organizației teroriste Hamas din Fâșia Gaza au trecut nestingheriți granița și au ocupat vreme de una-două zile baze militare și localități israeliene din vestul Neghevului, masacrând circa 1300 de persoane, majoritatea civili - de la sugari până la bătrâni -  precum și soldați, și răpind circa 240 ostatici. În urma acestui eveniment, mega-pogrom și eșec militar fără precedent în istoria Israelului, a izbucnit războiul denumit în Israel „al Săbiilor de Fier” între Israel și forțele teroriste islamiste care stăpânesc Fâșia Gaza din anul 2007. Netanyahu a format vreme de zece luni un cabinet de război restrâns, în care a cooptat și doi reprezentanți ai partidului Tabăra statală din opoziție: Beni Gantz și Gadi Eizenkot, foști șefi ai Statului Major. Aceștia s-au retras în iulie 2024, iar cabinetul restrâns a fost dizolvat.
I s-a reproșat lui Netanyahu că în timpul lungii lui guvernări a condus o politica strategică de coexistență cu Hamasul și de separare a Fasiei Gaza de Cisiordania. El a creat un pact nescris cu Hamasul, considerând acesta un atu strategic pentru Israel și tolerând multe din acțiunile acestuia care au transformat în coșmar viața  așezărilor din sud-vestul Israelului, toate aceasta numai în scopul de a evita un proces politic vis a vis de Autoritatea Palestiniană.Netanyahu a permis Qatarului să finanțeze luna de lună aparatul militar al Hamasului sub acoperirea ca era vorba de cheltuieli în scopuri civile -  „salariile funcționarilor" ,etc. Aceasta  linie strategică a fost considerată ca unul din principalii factori ai surprinderii Israelului in atacul de catre Hamas la 7 octombrie 2023.
În noiembrie 2024, Curtea Penală Internațională a emis un mandat de arestare pe numele premierului israelian Benjamin Netanyahu pentru crime de război, inclusiv „foametea ca metodă de război” și „crime împotriva umanității, persecuție și alte acte inumane”, ca parte a anchetei Curții Penale Internaționale în Palestina. Biroul primului ministru israelian a respins acuzațiile, dar Curtea Penală Internațională a respins contestația Israelului.

## Viața privată
Binyamin Netanyahu  a fost căsătorit de trei ori: din prima căsătorie cu Dr. Myriam Weizmann (Haran), s-a născut fiica sa, Noa; a doua sa soție a fost Fleur Cates, care s-a convertit la iudaism, iar a treia și actuala sa soție, psiholoaga Sara, născută Ben Artzi, este mama fiilor săi, Yair și Avner. Începând din anii 2015 lui Netanyahu i s-a reproșat, între altele, un amestec neoficial, tot mai mare și controversat în politică al soției și fiului său Yair. Fiica sa Noa Haran-Roth, care a devenit strict observantă a religiei, ca și soțul ei, om de afaceri hasid Habad, locuiește în cartierul ultraortodox Mea Shearim din Ierusalim. De la ea Netanyahu are doi nepoți și o nepoată. Fratele mai mare al lui Netanyahu, Yonatan (Yoni) Netanyahu a fost comandant al forței de comando Sayeret Matkal și a fost ucis in timpul Operațiunii Entebbe de salvare a ostaticilor israelieni de pe un avion francez răpit și adus în Uganda. Fratele mai mic, Ido Netanyahu este medic și scriitor. Unchiul patern al lui Netanyahu, Elisha Netanyahu, a fost matematician, profesor universitar la Technionul din Haifa, iar soția acestuia a fost judecătoarea Shoshana Netanyahu, care a fost membră a Curții Supreme a Israelului.

## Cărți
Binyamin Netanyahu a publicat șase cărți, din care cinci consacrate chestiunii combaterii terorismului în lume și conflictului din Orientul Apropiat:
- International Terrorism: Challenge and Response (The Jonathan Institute, 1980) (ISBN 0-87855-894-2)
- Terrorism: How the West Can Win (Farrar Straus & Giroux, 1986) (ISBN 0-380-70321-1)
- A Place Among the Nations (Bantam, 1993) (ISBN 0-553-08974-9)
- Fighting Terrorism: How Democracies Can Defeat Domestic and International Terrorism (Diane Pub Co, 1995) (ISBN 0-374-52497-1)
- A Durable Peace: Israel and Its Place Among the Nations (Warner Books, 2000) (ISBN 0-446-52306-2)
- o carte autobiografică:Bibi: My Story.2022 ISBN 978-1668008447.

Articole:
- "On Terrorism"